# Porterville (Südafrika)
Porterville ist eine Stadt in der Lokalgemeinde Bergrivier, im Distrikt West Coast der südafrikanischen Provinz Westkap. Sie liegt etwa 140 Kilometer nördlich von Kapstadt, 280 Meter über dem Meeresspiegel, am Fuß der Olifants-Berge.
2011 hatte die Stadt 7057 Einwohner in 1949 Haushalten.
Gegründet wurde der Ort 1863, nachdem Frederick John Owen seinen Bauernhof Pomona in mehrere Grundstücke unterteilte. Benannt wurde die Stadt dann nach dem damaligen Generalstaatsanwalt der Kapkolonie, William Porter (1839–1866). Stadtrecht erhielt sie 1903.

## Sehenswürdigkeiten
Heute ist Porterville bekannt als das Treffpunkt der südafrikanischen Gleitschirmflieger.
- Groot Winterhoek Wilderness Area
- Felsenmalereien der San
- blühende Orchideen (Disa)
- 22 Wasserfälle
- Paradieskraniche (Anthropoides paradisea)